# Software de gestión energética
Software de gestión energética (Energy Management Software - EMS) es un término y categoría general que se refiere a una variedad de aplicaciones de software relacionadas con la energía que pueden proporcionar seguimiento de facturas de servicios públicos, medición en tiempo real, sistemas de control de iluminación y climatización de edificios, simulación y modelado de edificios, carbón e informes de sostenibilidad, gestión de equipos de TI, respuesta a la demanda y/o auditorías energéticas. La gestión energética puede requerir un enfoque de sistema de sistemas.
El software de administración energética a menudo proporciona herramientas para reducir los costos y el consumo de energía en edificios o comunidades. El EMS recopila datos de energía y los utiliza para tres propósitos principales: informes, monitoreo y engagement. Los informes pueden incluir la verificación de datos del consumo energético, la evaluación comparativa y el establecimiento de objetivos de reducción de uso de energía de alto nivel. El monitoreo puede incluir análisis de tendencias y seguimiento del consumo energético para identificar oportunidades de ahorro de costos. El engagement puede significar respuestas en tiempo real (automatizadas o manuales), o el inicio de un diálogo entre los ocupantes y los administradores de edificios para promover la conservación de la energía. Un método de participación que recientemente ha ganado popularidad es la pantalla de consumo de energía en tiempo real disponible en aplicaciones web o un panel / pantalla en el sitio. 

## Recopilación de datos
El software de gestión de la energía  datos históricos y/o de intervalos en tiempo real, con intervalos que varían desde estados de cuenta trimestrales a lecturas de medidores inteligentes minuto a minuto. Los datos se recopilan de medidores de intervalo, sistemas de automatización de edificios (Building Automation Systems - BAS), directamente de las empresas de servicios públicos, directamente de sensores en circuitos eléctricos, u otras fuentes. Las facturas anteriores se pueden utilizar para proporcionar una comparación entre el consumo de energía anterior y posterior al EMS.

## Energy Data Analytics (Análisis de datos)
A través del análisis de datos (Energy Data Analytics), el EMS ayuda a los usuarios en la composición de fórmulas matemáticas para analizar, pronosticar y rastrear medidas de conservación energética para cuantificar el éxito de la medida, una vez implementada. Los análisis energéticos ayudan a los administradores a combinar datos energéticos y no energéticos para crear indicadores clave de rendimiento, calcular la huella de carbono, los gases de efecto invernadero, los incentivos al calor renovable y las certificaciones de eficiencia energética para cumplir con las políticas locales de cambio climático, directivas, regulaciones y certificaciones. Los análisis de energía también incluyen algoritmos inteligentes como la clasificación y el aprendizaje automático para analizar el consumo de energía de los edificios y/o sus equipos que construyen una memoria de patrones de uso de energía, aprenden los comportamientos de consumo de energía buenos y malos y notifican en caso de uso de energía anormal. . 

## Informes
Las herramientas de informes están dirigidas a propietarios y ejecutivos que desean automatizar las auditorías de energía y emisiones.  Los datos de costos y consumo de una serie de edificios se pueden agregar o comparar con el software, lo que ahorra tiempo en relación con los informes manuales. El EMS ofrece información energética más detallada que la que puede proporcionar la facturación de servicios públicos; otra ventaja es que los factores externos que afectan el uso de energía, como las condiciones climáticas o la ocupación del edificio, pueden contabilizarse como parte del proceso de informe. Esta información se puede utilizar para priorizar las iniciativas de ahorro de energía y equilibrar los ahorros de energía con los gastos de capital relacionados con la energía. 
La verificación de facturas se puede utilizar para comparar el consumo medido con el consumo facturado.  El análisis de facturas también puede demostrar el impacto de los diferentes costos de energía, por ejemplo, comparando los cargos de la demanda eléctrica con los costos de consumo. 
La contabilidad de gases de efecto invernadero (GEI) puede calcular las emisiones de GEI directas o indirectas, que pueden usarse para informes internos o contabilidad de carbono empresarial . 

## Vigilancia
Las herramientas de monitoreo rastrean y muestran datos históricos y en tiempo real. A menudo, el EMS incluye varias herramientas de evaluación comparativa, como el consumo de energía por pie cuadrado, la normalización del clima o un análisis más avanzado utilizando algoritmos de modelado de energía para identificar el consumo anómalo.  Ver exactamente cuándo se usa la energía, combinado con el reconocimiento de anomalías, puede permitir a los administradores de instalaciones o de energía identificar oportunidades de ahorro. 
Las iniciativas como el reemplazo de equipos que funcionan mal, la modernización de equipos ineficientes y el retiro de cargas innecesarias se pueden descubrir y coordinar utilizando el EMS.  Por ejemplo, un pico de energía inesperado a una hora específica cada día puede indicar un temporizador configurado incorrectamente o que no funciona correctamente. Estas herramientas también se pueden utilizar para el Monitoreo y la Focalización de la Energía. El EMS usa modelos para corregir factores variables como el clima al realizar comparaciones históricas para verificar el efecto de las iniciativas de conservación y eficiencia. 
El EMS puede ofrecer alertas, a través de mensajes de texto o correo electrónico, cuando los valores de consumo superan los umbrales predefinidos según el consumo o el costo.  Estos umbrales pueden establecerse en niveles absolutos, o usar un modelo de energía para determinar cuándo el consumo es anormalmente alto o bajo.  Más recientemente, los teléfonos inteligentes y las tabletas se están convirtiendo en las plataformas principales para el EMS.

## Engagement
El Engagement puede referirse a respuestas automáticas o manuales a datos de energía recopilados y analizados. Los sistemas de control del edificio pueden responder tan fácilmente a la fluctuación de la energía como un sistema de calefacción puede responder a la variación de la temperatura. Los picos de demanda pueden desencadenar procesos de apagado del equipo, con o sin intervención humana.
Otro objetivo del Engagement es conectar las elecciones diarias de los ocupantes con el consumo de energía del edificio. Al mostrar información de consumo en tiempo real, los ocupantes ven el impacto inmediato de sus acciones. El software se puede utilizar para promover iniciativas de conservación de energía, ofrecer asesoramiento a los ocupantes o proporcionar un foro para comentarios sobre iniciativas de sostenibilidad. 
Los programas de conservación de energía impulsados por las personas, pueden ser altamente efectivos para reducir el uso y el costo de la energía. 
Dejar que los ocupantes sepan que solo su consumo en tiempo real puede ser responsable de una reducción del 7% en el consumo de energía.